# Staza Gospi Sinjskoj
Staza Gospi Sinjskoj je hodočasnički put Gospi Sinjskoj. Njime se već stoljećima, iz nekoliko pravaca, ponajviše iz pravca juga, iz Solina, te sa sjevera, iz BiH, pješači se k najvećem marijanskom svetištu na južnohrvatskim prostorima. Uoči blagdana Velike Gospe svake godine u noćima između 8. i 15. kolovoza tisuće hodočasnika idu na hodočašće prema gradu Sinju.
Na tom se putu u suvremeno se doba hodočasnici su se kretali cestom, zbog čega svake godine MUP Republike Hrvatske informira hodočasnike navodeći kojim se utvrđenim cestovnim pravcima kretati i kako se kretati, istovremeno upozoravajući vozače. Premda je reguliranje prometa tih dana dobro, nažalost se u te svete dane događaju nezgode u kojima su automobili naletjeli na hodočasnike, ponekad i smrtne. Da bi se izbjegle takve situacije, a ponukan i svojim osobnim tragičnim iskustvom (pogibija sina i snahe u prometnoj nesreći), poznati hrvatski planinar Stipe Božić došao je do zamisli da se hodočašće u Sinj može izvoditi po tradicionalnim pješačkim, konjskim stazama i napuštenom trasom nekadašnje željeznice koja je išla do Sinja, "Rere". Novom uređenom obilježenom stazom Stazom Gospi Sinjskoj moglo bi se ići ne samo u vrijeme svetkovine nego preko cijele godine. Hodočasnici i ne samo oni, tako su većinom izolirani od prometne gužve i istovremeno u tišini prirode pješače kroz slikovite krajeve koji su bogati povijesnim naslijeđem: utvrde, stećci, gradine, muzeji, sakralni objekti, ostatci starih staza i mostova, vidikovci i ugostiteljski objekti. Sve su to mjesta za odmor i kontrolne točke na stazi.
Stazu Gospi Sinjskoj odobren je u sklopu programa IPA Hrvatska-Bosna i Hercegovina. 9. travnja 2013. započeta je provedba projekta "Staza Gospi Sinjskoj". Početak je potpisani ugovor između grada Sinja kao vodećeg partnera s hrvatske strane i Agencije za regionalni razvoj Republike Hrvatske te između općine Prozor-Rama i delegacije Europske unije u BiH. Projekt će trajati 24 mjeseca. Sprovoditelji su grad Sinj i općina Prozor-Rama s partnerima: gradom Solinom, HGSS stanicom Split, općinom Tomislavgradom te općinom Livnom. Na projektu surađuju Turistička zajednica grada Sinja, Franjevački samostan Gospe Sinjske, Franjevački samostan Rama Šćit, Turistička zajednica Hercegbosanske županije i Planinarska udruga “Kamešnica Livno”.
Više je razloga zašto je pokrenut projekt. Prometne opasnosti kojima su bili izloženi hodočasnici, koje su nerijetko završavale smrću, nagnali su osnivače na pokretanje ovog projekta. To je osobito važno zbog tradicionalnog hodočašća mladih koje svake godine, počevši od 1984. godine, noću ide iz Solina i iz Ciste Velike za Sinj u noći subote na nedjelju prije Velike Gospe. Drugi razlog je što je puno teže pješačiti asfaltnim nego makadamskim putem. Treći razloga je što hodočašće, ima pokorničku i molitvenu dimenziju, a moliti je teško uz buku na prometnicama, gdje je vrlo teško i nesigurno skupno moliti. Naprotiv, put kroz prirodu omogućuje sabranost u molitvi.
Staza je po prvom planu trebala biti duga 148 kilometara i prolazi bi kroz Solin, Sinj, Livno, Tomislavgrad i Ramu. Zamisao se rodila se još prije 2014. zbog velikog broja hodočasnika koji su pristizali u Svetište Gospe Sinjske. Tadašnji upravitelj svetišta Gospe Sinjske fra Petar Klapež rekao je da se dugo razmatrala izgradnja hodočasničke staze Gospi Sinjskoj koja bi bila poveznica svetišta Sinja s hrvatskim prasvetištem Solinom, Splitom, Ramom. Idejni suinicijator je fra Božo Vuleta. Po novom, staza će biti duga 158 km. Priprema ovog projekta započela je još 2013., a zaključena je 2015. godine. Grad Sinj bio je nositelj projekta s hrvatske strane bio je Grad Sinj, a s bosanskohercegovačke Općina Prozor-Rama. Ukupna vrijednost projekta bila je više od 4,2 milijuna kuna. Projekt je ponovno pokrenut u listopadu 2019. godine, ovaj put na inicijativu Splitsko-dalmatinske županije. Nositelj ulaganja od dvjesto tisuća kuna je Upravni Odjel za turizam i pomorstvo, a partneri su gradovi Sinj i Solin, općine Klis, Dugopolje i Dicmo, te Hrvatska gorska služba spašavanja.
U planu je da Staza ne bude u korištenju samo jednom godišnje niti jednosmjerno. Već je zaživjela ideja "subotnje devetnice" hodočašća koje ide novom stazom. Ne ide se samo ka Sinju. Već se hodočastilo 13. lipnja iz Solina i iz Sinja u Dugopolje. 25. srpnja iz Solina i Sinja moći se se Stazom u Dicmo gdje se slavi sv. Jakov apostol, zaštitnik hodočasnika. Stazom se hodočasti u Klis 16. kolovoza kad je blagdan sv. Roka. 8. rujna tradicijski se hodočasti za Malu Gospu iz Cetinske krajine Gospi Velikoga hrvatskoga zavjeta u Solin. Staza nije isključivo za hodočašća: staza će biti višenamjenska i služit će za upoznavanje povijesti i prirodnih ljepota na ovim prostorima; obilaske utvrda, muzeja, sakralne baštine, za razvijanje turističke ponude, za biciklizam i druge oblike rekreacije.